# Hemirrhagus pernix
Hemirrhagus pernix là một loài nhện trong họ Theraphosidae.
Loài này thuộc chi Hemirrhagus. Hemirrhagus pernix được miêu tả năm 1875 bởi Ausserer.